# Port lotniczy Johnston
Port Lotniczy Johnston (ang. Johnston Atoll Airport) – port lotniczy zlokalizowany w atolu Johnston (Dalekie Wyspy Mniejsze Stanów Zjednoczonych).